# Apteryx
Los kiwis (Apteryx, del griego α- [a-] 'sin' y πτέρυξ [ptéryx], 'ala') constituyen un pequeño género de aves paleognatas, el único actual de la familia Apterygidae, que a su vez pertenece al orden de las ratites (Struthioniformes). Este género está compuesto por cinco especies endémicas de Nueva Zelanda. Son aves no voladoras pequeñas, aproximadamente del tamaño de una gallina (25-45cm). Antes de la llegada del ser humano, alrededor del año 1300, en Nueva Zelanda los únicos mamíferos eran los murciélagos, y los nichos ecológicos que en otras partes del mundo ocupan animales tan diversos como los caballos, los lobos y los ratones los utilizaron en Nueva Zelanda las aves (y, en menor proporción, ciertas especies de reptiles). El término  kiwi procede del maorí.

## Morfología

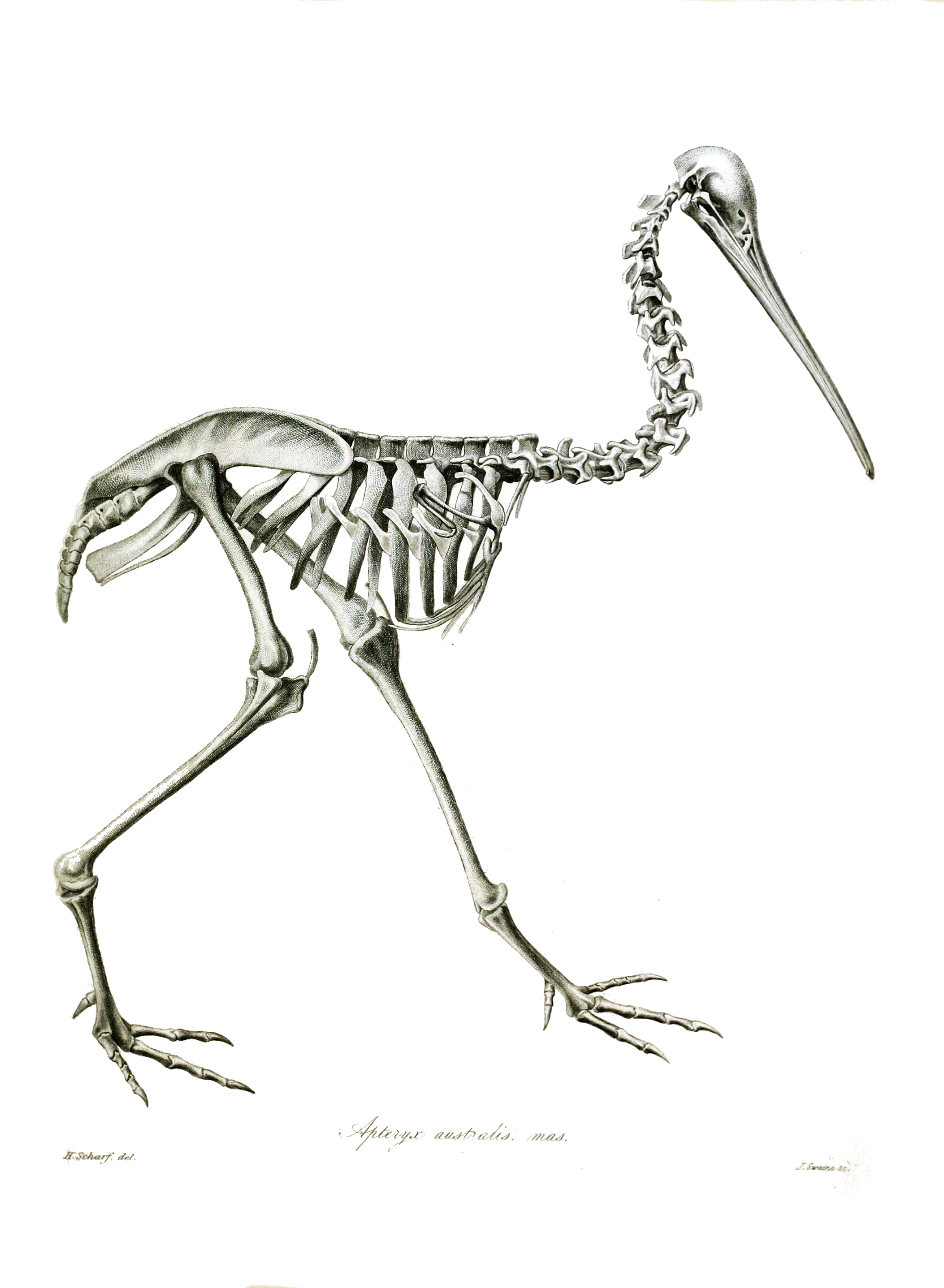
Esqueleto de un Apteryx mantelli

Su adaptación a la vida terrestre es extensiva: como todas las ratites,  no tienen quilla en el esternón para anclar los músculos de las alas, y casi tampoco alas: los vestigios son tan pequeños que son invisibles bajo su plumaje, el cual carece de rémiges y timoneras. Ese plumaje es típico del ave en cuestión. Se diría que, por razones evolutivas y de adaptación al ecosistema, los plumones no han llegado a la etapa de verdaderas plumas, por lo que han adoptado el característico aspecto de suaves cerdas que tiene el plumaje del kiwi. Mientras que generalmente los pájaros tienen huesos ahuecados para ahorrar peso y hacer el vuelo más práctico, el kiwi tiene médula, al igual que los mamíferos.

## Biología
Los kiwis son criaturas tímidas y nocturnas con un sentido del olfato muy desarrollado merced a la existencia de verdaderos bigotes en torno al pico; tales bigotes son eficaces órganos olfativos. Otro rasgo generalmente inusual en un ave es la presencia de fosas nasales en la punta de su largo y filoso pico. Son omnívoros; para alimentarse, incrustan el pico en el suelo en busca de lombrices, insectos y otros invertebrados. También comen cocos y, si la oportunidad se presenta, pequeños cangrejos de río, anfibios y anguilas.
Los machos se encargan de empollar los huevos (huevos que son los más grandes en relación con las proporciones del animal adulto y pueden llegar a medir 140 mm de largo x 90 mm de diámetro), efectuándose la puesta durante diez semanas en nidos subterráneos semejantes a madrigueras, sin embargo ninguno de los progenitores se dedica a alimentar a las crías las cuales son nidífugas (apenas tienen lo suficientemente desarrollado el cuerpo salen del nido para alimentarse por cuenta propia).

## Sistemática y evolución
Mientras que la visión tradicional de las relaciones filogenéticas de los kiwis con respecto a los otros paleognatos los establecía más cercanos a las moas y en un orden propio, Apterygiformes, todos los estudios moleculares recientes los ubican como el grupo hermano de un clado formado por los casuarios y los emúes (orden Struthioniformes). A su vez, un estudio molecular de 2014 relaciona a estas aves como el grupo hermano de las aves elefante y ambos forman un clado hermano de casuarios y emúes.
|  | Apteryx owenii  |
|  |                 |
|  | Apteryx haastii |
|  |                 |

|  | Apteryx australis                                                                             |
|  |                                                                                               |
|  | \| \| Apteryx rowi \| \| \| \| \| \| Apteryx mantelli \| \| \| \| \| \| Papakiwis \| \| \| \| |
|  |                                                                                               |
|  | Apteryx rowi                                                                                  |
|  |                                                                                               |
|  | Apteryx mantelli                                                                              |
|  |                                                                                               |
|  | Papakiwis                                                                                     |
|  |                                                                                               |

|  | Apteryx rowi     |
|  |                  |
|  | Apteryx mantelli |
|  |                  |
|  | Papakiwis        |
|  |                  |

|  | Apteryx owenii  |
|  |                 |
|  | Apteryx haastii |
|  |                 |

|  | Apteryx australis                                                                             |
|  |                                                                                               |
|  | \| \| Apteryx rowi \| \| \| \| \| \| Apteryx mantelli \| \| \| \| \| \| Papakiwis \| \| \| \| |
|  |                                                                                               |
|  | Apteryx rowi                                                                                  |
|  |                                                                                               |
|  | Apteryx mantelli                                                                              |
|  |                                                                                               |
|  | Papakiwis                                                                                     |
|  |                                                                                               |

|  | Apteryx rowi     |
|  |                  |
|  | Apteryx mantelli |
|  |                  |
|  | Papakiwis        |
|  |                  |

Cladograma basado en Burbidge et al (2003).

## Depredadores del kiwi
Los principales depredadores de esta ave suele ser el hurón, la comadreja, el armiño, el possum de la miel, la rata, el perro y el gato. La mayor amenaza para los pollos de kiwi son los armiños, mientras que los perros son la mayor amenaza para los kiwis adultos. Los armiños son responsables de aproximadamente la mitad de las muertes de pollos de kiwi en muchas zonas de Nueva Zelanda. Los pollos jóvenes son vulnerables a la depredación de los armiños hasta que alcanzan un peso aproximado de 1-1,2 kg (2,2-2,6 lb), momento en el que normalmente pueden defenderse. En menor medida, los gatos también depredan a los pollos de kiwi. Estos depredadores pueden provocar grandes y abruptas disminuciones de las poblaciones. En particular, los perros encuentran irresistible y fácil de rastrear el fuerte olor distintivo del kiwi, de modo que pueden atraparlo y matarlo en cuestión de segundos. Los atropellos de vehículos a motor son una amenaza para todos los kiwis allí donde las carreteras atraviesan su hábitat. Las trampas para zarigüeyas mal colocadas suelen matar o mutilar a los kiwis.

## Otras amenazas
La destrucción del hábitat es otra amenaza importante para el kiwi; la distribución restringida y el pequeño tamaño de algunas poblaciones de kiwi aumentan su vulnerabilidad a la endogamia. Las investigaciones han demostrado que el efecto combinado de los depredadores y otros tipos de mortalidad (accidentes, etc.) hace que menos del 5% de los pollos de kiwi sobrevivan hasta la edad adulta.

## Situación y conservación

Señal de tráfico en Nueva Zelanda advirtiendo a los conductores de la proximidad de kiwis.

Los estudios realizados en todo el país muestran que solo entre el 5 y el 10% de los pollos de kiwi sobreviven hasta la edad adulta si no hay gestión. En 2018, más del 70% de las poblaciones de kiwi no están gestionadas. Sin embargo, en las zonas donde se realiza una gestión activa de las plagas, las tasas de supervivencia del kiwi pardo de la Isla Norte pueden ser muy superiores. Por ejemplo, antes de una operación conjunta de envenenamiento con fluoroacetato sódico (1080 poison) llevada a cabo por el DOC y la Junta de Sanidad Animal en el bosque de Tongariro en 2006, se marcaron por radio 32 polluelos de kiwi. El 57% de los pollos radiomarcados sobrevivieron hasta la edad adulta.[cita requerida]
Los esfuerzos para proteger al kiwi han tenido cierto éxito, y en 2017 dos especies pasaron de estar en peligro de extinción a ser vulnerables en la lista de la UICN. En 2018, el Departamento de Conservación publicó su actual Plan de Conservación del Kiwi.

### Santuarios
En el año 2000, el Departamento de Conservación creó cinco santuarios del kiwi centrados en el desarrollo de métodos para protegerlo y aumentar su número.
- Hay tres santuarios del kiwi en la Isla Norte:
  - Santuario del Kiwi de Whangarei (para el kiwi pardo de Northland)[13]
  - Santuario del Kiwi de Moehau, en la península de Coromandel (kiwi pardo de Coromandel)[14][15]
  - Santuario del Kiwi de Tongariro, cerca de Taupo (kiwi pardo occidental)[16][17]

- y dos en la Isla Sur:
  - Okarito Kiwi Sanctuary (kiwi okarito)[18]
  - Haast Kiwi Sanctuary (Haast tokoeka)[19][20]

## Símbolo nacional de Nueva Zelanda
El kiwi apareció como símbolo por primera vez a finales del siglo XIX en las insignias del regimiento de Nueva Zelanda, en 1886, en las del Batallón Sur de Canterbury y en 1887, en las de los Voluntarios de Rifle Hastings. En 1906, cuando la marca de betún kiwi fue ampliamente vendida en el Reino Unido y en los Estados Unidos, el símbolo se hizo más conocido.
Durante la Primera Guerra Mundial, era muy habitual que a los soldados neozelandeses se les llamara "kiwis" y se dibujó la silueta de un kiwi gigante en la ladera de una colina junto al Campo Sling en Inglaterra. Su uso se ha extendido tanto que los neozelandeses son conocidos como "kiwis".
Se ha convertido en el símbolo más conocido de Nueva Zelanda, y está en un lugar destacado en muchos escudos e insignias de muchas ciudades, clubes u organizaciones neozelandesas. La escarapela de la Real Fuerza Aérea de Nueva Zelanda (RNZAF) es la silueta de un kiwi rojo dentro de un círculo de color azul. El kiwi figura en el logo de la liga de rugby league de Nueva Zelanda y a la selección nacional de rugby a 13 se la conoce como "los kiwis" (no confundir con la selección nacional de Rugby a 15 de Nueva Zelanda, conocidos como los All Blacks.
El reverso de una moneda del dólar de Nueva Zelanda aparece la imagen de un kiwi, y en el ámbito financiero, al dólar neozelandés se le llama a menudo "el kiwi".

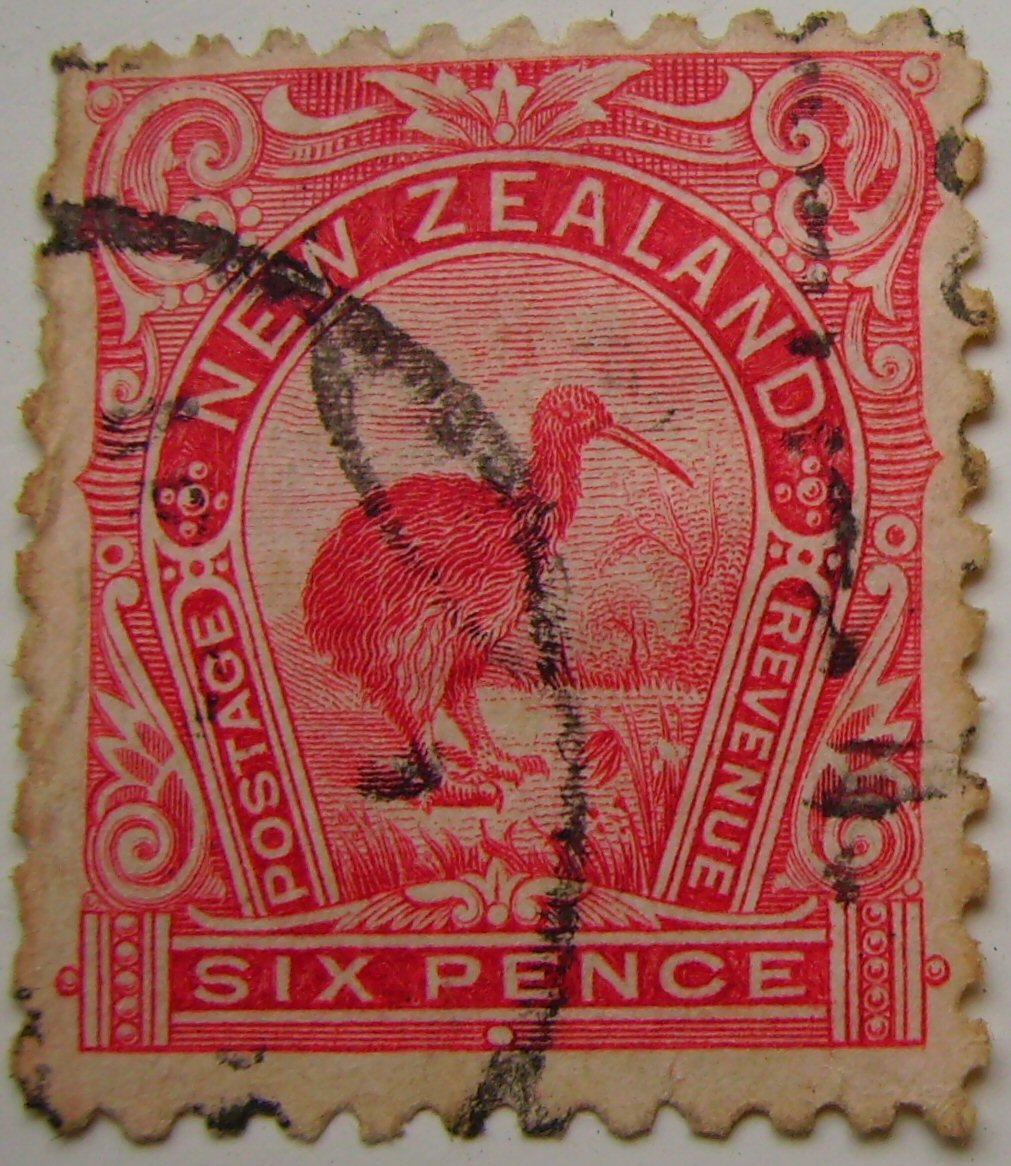
Un kiwi en un sello neozelandés de 1898.
Escarapela de la Real Fuerza Aérea de Nueva Zelanda.